# Сенайя, Яо Жуниор
Яо Жуниор Сенайя (фр. Yao Junior Sènaya; род. 19 апреля 1984, Ломе) — тоголезский футболист, выступавший на позиции нападающего за сборную Того и целый ряд клубов.

## Клубная карьера
Начал карьеру футболиста в третьей лиге Швейцарии за клуб «Ванген», после чего там же играл за резервную команду «Базеля», в состав которого присоединился в 2002 году. Отыграл за команду из Базеля следующие два сезона своей игровой карьеры. С 2004 года по одному сезону провёл в клубах второго дивизиона «Конкордия» (Базель) и «Янг Феллоуз Ювентус».
Летом 2006 года перешёл в клуб «Тун» и дебютировал в швейцарской Суперлиге 24 сентября 2006 года в матче против «Люцерна» (1:1). Тем не менее закрепиться в высшем дивизионе не сумел, сыграв до конца года лишь дважды, и в начале 2007 года он вернулся в «Янг Феллоуз Ювентус», где закончил сезон. Клуб занял последнее 18 место в Челлендж-лиге и вылетел в третий дивизион, после чего тоголезец перешёл в клуб второго дивизиона «Ла-Шо-де-Фон», где провёл ещё один сезон.
Завершал игровую карьеру в клубах низших дивизионов ОАЭ «Джазира-аль-Хамра» и «Дибба Аль-Хисн», за которые выступал в течение 2008—2011 годов.

## Карьера в сборной
Не имея в своём активе ни одного матча за сборную, Сенайя был включён в заявку национальной сборной Того на Кубок африканских наций 2002 года в Мали, однако на турнире также дебютировал.
Только в июне 2004 года он впервые сыграл за сборную Того в матче отбора на чемпионат мира 2006 года с Замбией (0:1). В итоге он стал основным игроком того отбора и помог команде впервые в истории выйти на чемпионат мира 2006 года в Германии. На «мундиале» Сенайя также сыграл во всех трёх матчах, однако команда не завоевала ни одного очка и не вышла из группы. Ещё до этого, в начале года Сенайя также сыграл на Кубке африканских наций 2006 в Египте, но результат выступлений был идентичным.
Последним большим турниром для игрока должен был стать Кубок африканских наций 2010 года в Анголе, однако из-за обстрела автобуса сборной накануне начала турнира команда отказалась от участие в соревнованиях. Сыграв в двух матчах неудачного отбора на Кубок африканских наций 2012 года, завершил карьеру в сборной. В течение карьеры в национальной команде, которая длилась 7 лет, провёл в составе главной команды страны 35 матчей, забив 3 гола.